# Astaena rufa
Astaena rufa är en skalbaggsart som beskrevs av Moser 1921. Astaena rufa ingår i släktet Astaena och familjen Melolonthidae. Inga underarter finns listade.